# Polimetilmetacrilato
Il polimetilmetacrilato (abbreviato PMMA) è una materia plastica formata da polimeri del metacrilato di metile, estere metilico dell'acido metacrilico. È un polimero termoplastico.
È noto anche con i nomi commerciali di Plexiglas, Perspex, Amanite, Lucite, Trespex, Vitroflex, Acrivill, Perclax, Limacryl, Crylux, Oroglas, Setacryl, Altuglas.

## Storia
Sviluppato nel 1928 in vari laboratori in Germania, Gran Bretagna e Spagna, fu immesso sul mercato nel 1933 dall'industria chimica tedesca dopo la scoperta del chimico tedesco Walter Bauer. Il primo Plexiglas fu prodotto nel 1933 in Germania da Otto Röhm. La prima lente a contatto in materiale plastico fu creata nel 1939 da Heinrich Wöhlk in PMMA.
Nel 1936 dall'azienda inglese ICI Acrylics (ora Perspex International, uno dei maggiori produttori di lastre in PMMA al mondo) fu prodotta la prima lastra acrilica, chiamata Perspex, dal latino perspicio, "vedo attraverso", all'inizio largamente usata per i cupolini degli aerei da caccia utilizzati anche nella Seconda Guerra Mondiale. Uno dei primi impieghi fu il coperchio in PMMA della radio-giradischi Braun SK 4 del 1956 Schneewittchensarg.

## Proprietà
Di norma è molto trasparente, più del vetro, al punto che possiede caratteristiche di comportamento assimilabili per qualità di trasparenza alla fibra ottica, e ha la proprietà di essere più o meno infrangibile a seconda della "mescola". Pertanto si usa nella fabbricazione di vetri di sicurezza e articoli simili, nei presidi antinfortunistici, nell'oggettistica d'arredamento o architettura in genere.
Il PMMA in colata può essere riciclato: tramite processo di distillazione degli scarti di produzione si riottiene il monomero base MMA che può essere nuovamente polimerizzato. 
Il PMMA è spesso usato in alternativa al vetro. Alcuni aspetti che lo differenziano dal vetro sono:
- densità di 1,19 g/cm³, circa la metà di quella del vetro (2,5 g/cm³);
- le lastre possono essere prodotte per estrusione (sigla XT) o per colatura (sigla GS);
- ha un punto di rottura superiore al vetro e inferiore al policarbonato;
- è più tenero e sensibile a graffi e abrasioni; a questo generalmente si rimedia con un opportuno rivestimento; eventuali graffi su lastre colate possono essere facilmente eliminati grazie a polish specifici;
- può essere modellato per riscaldamento (termoformatura) a temperature relativamente basse (ha temperatura di transizione vetrosa pari a 110 °C circa);
- è più trasparente del vetro alla luce visibile: circa 0,93 contro 0,8-0,9 del vetro[3];
- a differenza del vetro, esistono alcune formulazioni che non fermano la luce ultravioletta (plexiglas GUV-T[4]);
- è trasparente alla luce infrarossa fino a 2800 nm, mentre la luce con lunghezze d'onda maggiore viene sostanzialmente bloccata; esistono specifiche formulazioni di PMMA atte a bloccare la luce visibile e a lasciar passare quella infrarossa di un dato intervallo di frequenze (usate, ad esempio, nei telecomandi e nei sensori rivelatori di fonti di calore).

Pezzi di PMMA possono essere saldati a freddo usando adesivi a base di cianoacrilati oppure sciogliendone gli strati superficiali con un opportuno solvente - diclorometano o cloroformio. La giuntura che si crea è quasi invisibile. Gli spigoli vivi del PMMA possono essere facilmente lucidati e resi trasparenti. Gli incollaggi professionali si possono effettuare con colle a base solvente da due a cinque componenti; per la                                                          qualità e la tossicità/cancerogenicità della maggior parte dei solventi, queste colle stanno soppiantando le colle monocomponenti. Da qualche anno si stanno affermando le cosiddette "colle UV", che uniscono i vantaggi di praticità e prestazioni delle colle mono- e bicomponente a base solvente.
Il PMMA brucia in presenza di aria a temperature superiori a 460 °C; la combustione completa produce anidride carbonica e acqua.
Analogo al PMMA, ma con un atomo di idrogeno al posto del gruppo metile (CH3) che sporge dalla catena principale, è il polimetilacrilato, un polimero che si presenta come una gomma morbida.
La velocità di propagazione del suono in questo materiale è tra i 2700 e i 2800 m/s. La misura di isolamento acustico è Rw=26 dB per uno strato di spessore 4 mm.

## Utilizzi

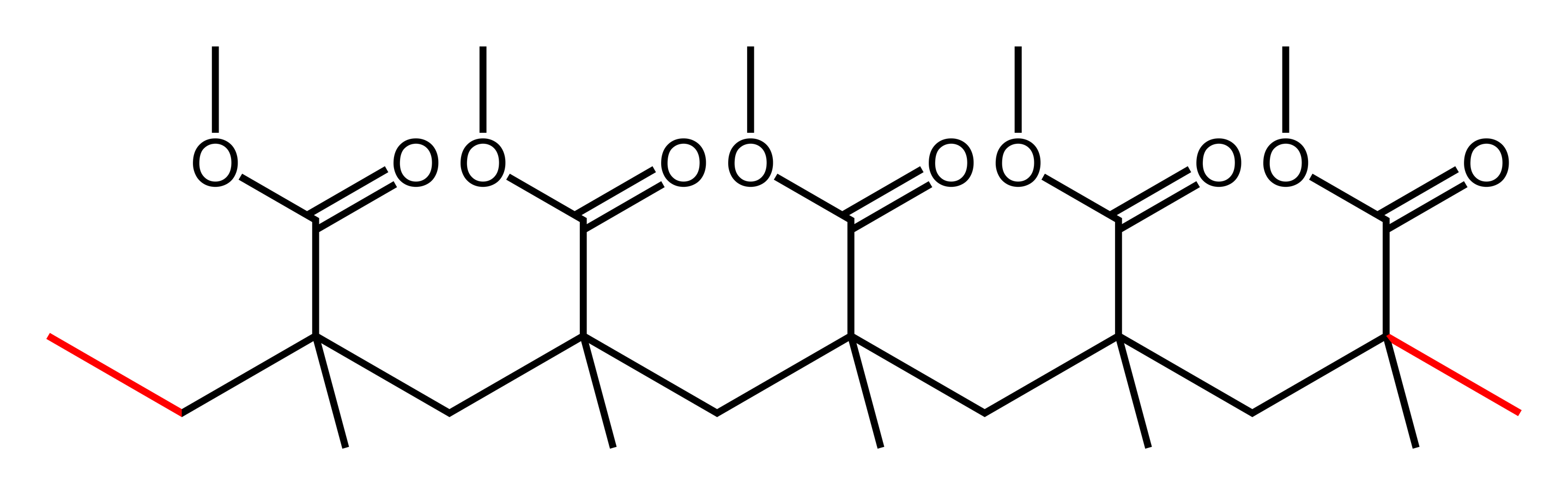
Catena polimerica del PMMA

Tra gli esempi delle applicazioni si annoverano i fanali posteriori delle automobili, le barriere di protezione negli stadi e le grandi finestre degli acquari; uno dei più importanti è il settore bagno, in cui viene impiegato per la realizzazione di vasche da bagno e piatti doccia. Veniva usato nella produzione dei laserdisc e occasionalmente è adoperato nella produzione dei DVD; per questi ultimi (e per i CD) si preferisce tuttavia il più costoso policarbonato, più resistente all'umidità.
La vernice acrilica consiste essenzialmente di una sospensione di PMMA in acqua, stabilizzata con opportuni composti tensioattivi, dato che il PMMA è idrofobo.
Il PMMA ha un ottimo grado di biocompatibilità con i tessuti umani e perciò si usa nella produzione di lenti intraoculari per la cura della cataratta. Anche le prime lenti a contatto rigide in materiale plastico si fabbricavano con questo polimero, oggi quasi completamente rimpiazzato da materiali gas-permeabili. Alcuni tipi di lenti a contatto morbide sono invece realizzate con polimeri simili, in cui però il monomero acrilico ospita sulla sua struttura uno o più gruppi ossidrile, in modo da rendere il polimero idrofilo, come ad esempio il pHEMA (polidrossietilmetacrilato)
In ortopedia il PMMA è usato come "cemento" per fissare impianti, per rimodellare parti di osso perdute o riparare vertebre fratturate (vertebroplastica). Viene commercializzato in forma di polvere da miscelare al momento dell'uso con metacrilato di metile (MMA) liquido per formare una pasta che si indurisce gradualmente. Nei pazienti trattati in questo modo l'odore del metacrilato di metile può essere percepibile nel respiro. Benché il PMMA sia biocompatibile, l'MMA è una sostanza irritante. Anche le otturazioni dentali si fanno con un "cemento" analogo. In chirurgia estetica iniezioni di microsfere di PMMA sotto pelle si usano per ridurre rughe e cicatrici.
Il PMMA è un materiale sensibile alla corrente che lo attraversa e perciò viene adoperato anche nell'industria microelettronica nei processi di litografia elettronica. Per l'elevata conducibilità della luce, viene impiegato anche per la realizzazione di fibre ottiche.
In campo dentale è utilizzato per realizzare protesi dentarie provvisorie e definitive e protesi dentali con tecnologia CAD-CAM.
In radiologia con il PMMA vengono creati fantocci usati per ricerca o per le prove di qualità.
In radioterapia il PMMA viene adoperato come fantoccio per inserire le sacche di emoderivati che devono essere irradiate con dose variabile tra i 20 Gy e i 50 Gy. Il PMMA aumenta l'interazione delle radiazioni con la materia per effetto Compton.
La migliore qualità di lastre in PMMA si ottiene per colata di uno "sciroppo" acrilico ottenuto prepolimerizzando in reattore mediante agitazione il monomero di MMA; la grande esotermia legata alla polimerizzazione del prodotto rende possibile ottenere lastre di spessore non superiore ai 3 cm. Pochi produttori al mondo possiedono impianti e tecnologie per polimerizzare il PMMA sotto forma di blocco più spesso, fino a spessori anche superiori ai 400 mm. La destinazione primaria di detti blocchi è artistica (come materia prima per sculture non realizzabili con il cristallo), apparecchi medicali e lenti di grossa dimensione, finestrature per i sottomarini e pareti trasparenti per gli acquari oceanici.

## Nomi commerciali
La sintassi comune è polimetil metacrilato e polimetimetacrilato. Il nome completo è Poli(metil-2-metilpropenoato).
Spesso indicato anche semplicemente come acrilico, nome che si può però riferire ad altri polimeri o copolimeri contenenti poliacrilonitrile. Altri nomi commerciali sono:
- Acridite, marchio commerciale di AGS
- ACRYLITE, marchio commerciale della Evonik Cyro dal 1976[7]
- Acryvill[8], marchio commerciale della Elkar S.r.l. dal 1980.
- Altuglas, marchio commerciale della Rohm & Haas[9]
- Amanite, marchio commerciale della Sintetica srl dal 1953
- Cyrolite, marchio commerciale della CYRO[10]
- Green Cast[11], marchio commerciale Madreperla S.p.A. (IT) 100% riciclato
- Lucite, marchio commerciale della DuPont, prima registrazione nel 1937[12]
- Optix, marchio commerciale della Plaskolite[10]
- Oroglas, marchio commerciale della Rohm & Haas[13]
- Perspex, marchio commerciale della Imperial Chemical Industries[10]
- Plexiglas, marchio commerciale della ELF Atochem, sussidiaria della Arkema USA,[10] marchio commerciale della Röhm GmbH nel resto del mondo.[14]
- R-Cast, marchio commerciale della Reynolds Polymer Technology. Fondata nel 1987 dalla Reynolds & Taylor.[15]
- Setacryl[16], marchio commerciale Madreperla S.p.A. (IT) lastre colate e Vitroflex, Perclax, Limacryl, Crylux
- Trespex[17],marchio commerciale della Tre Ci S.r.l.
- Zylar, marchio commerciale della Nova Chemicals[10]